# جيورجي روزغوني
جيورجي روزغوني (1890 – 30 يونيو 1967) هو مبارز بالسيف مجري راحل، مثّل بلاده في الألعاب الأولمبية الصيفية 1928.

## روابط رياضية
جيورجي روزغوني على موقع أوليمبيديا (الإنجليزية)